# 2025年威廉·鲁托访问中华人民共和国
2025年4月22日—26日，肯尼亚共和国总统威廉·鲁托对中华人民共和国进行了为期5日的国事访问。此次访问是鲁托在2022年当选总统以来首次对中华人民共和国进行国事访问，鲁托也成为自2024年9月中非合作论坛北京峰会以来首位访华的非洲国家领导人。此次访问促成了20份合作備忘錄的签署，以加强两国在共建“一带一路”、高新科技、人文交流、经济贸易和新闻传媒等领域的合作。

## 背景
在上任总统之初，威廉·鲁托持有较为亲西方的立场，倾向于加强与西方国家的关系，并寻求西方的资金援助，但这一亲西方政策收效甚微，肯尼亚遂转向寻求与中国的合作，以谋求促进经济发展和东非区域一体化。在此次访华之前，鲁托曾在2023年10月、2024年9月两度赴华参加多边会谈。
2025年4月，应中共中央总书记、中国国家主席习近平的邀请，威廉·鲁托宣布将在22日访问中国。南华早报的观察人士认为，这次国事访问标志着鲁托背离了他最初的亲西方立场，亦与他竞选总统时的反华言论形成鲜明对比。美国中非问题专家大卫·申声称“两国可能认为，通过加强联系应对特朗普关税政策是及时的战略选择”，内罗毕的国际关系研究员阿德希尔·卡文斯（Adhere Cavince）则认为随着肯尼亚的传统盟友美国征收贸易关税并撤出援助，鲁托正在寻求新的市场和项目投资者，已经“完全拥抱中国”。鲁托亦曾在17日接受新华社的采访中表示，中国私营企业在肯尼亚各领域的投资将会是他此次访华的主要议题之一。

## 访问行程
2025年4月22日，威廉·鲁托乘专机飞抵北京，随行人员有总统夫人雷切尔·鲁托、内阁首席部长兼外交部长穆萨利亚·穆达瓦迪、中国驻肯尼亚大使郭海燕等。23日上午，鲁托访问北京大学并发表题为“共塑未来：多极世界中非洲走向可持续发展的路径”的演讲。23日下午，中国国务院总理李强在人民大会堂会见鲁托，会谈中，两方就深化中国与肯尼亚的合作做出了进一步的规划，李强强调了中肯在农业、基础设施建设和数字经济等领域的合作潜力，并表示中国愿与肯尼亚深化合作，并推动两国关系的发展；鲁托则表示坚持一个中国原则并感谢中国对肯尼亚建设的帮助，亦提到肯尼亚期待在“一带一路”倡议框架下深化与中国的合作，实现共同发展。
4月24日上午，中共中央总书记、中国国家主席习近平为鲁托举行欢迎仪式，随后在人民大会堂与鲁托举行会谈。在会谈中，习近平回顾了中肯建交以来的关系发展，提到希望与肯尼亚继续构建“一带一路”并推动“全球南方”与世界多极化发展合作，并强调“关税战、贸易战没有赢家”“愿同世界各国一道，通过团结合作应对各种挑战”。鲁托则在会谈中表示了坚持一个中国原则、对中国对肯尼亚提供的各种帮助表达感谢、希望加强与中国在诸多方面的双边联系、赞同中国在全球发挥的“稳定器”作用以及表示愿同中国一起践行多边主义等观点。会谈结束后，两国元首共同签署了20项合作文件，涉及领域涵盖共建“一带一路”、高新科技、人文交流、经济贸易和新闻传媒等，两国随后共同发表《中华人民共和国和肯尼亚共和国关于打造新时代全天候中非命运共同体典范的联合声明》。当日中午，习近平与夫人彭丽媛在人民大会堂金色大厅为鲁托举行欢迎宴会。
两国元首会面结束后，鲁托离开北京，赴福建省进行接下来的访问。24日晚，鲁托和中共福建省委书记周祖翼、福建省人民政府省长赵龙等福建省主要党政领导在福州市举行会谈。翌日，鲁托在福建有关部门的安排下，在福州参观福州“3820”战略工程实施30周年成就展、福建省建投集团科技创新产业基地以及福州市海上丝绸之路展示馆，在福州的参观结束后，鲁托一行赴宁德市，参观了宁德时代新能源科技有限公司以及“摆脱贫困”主题展览。
26日，在结束了对中国的国事访问行程后，鲁托飞离中国，前往梵蒂冈参加第266任教宗方济各的葬礼。

## 成果
24日，中国国家铁路局局长费东斌和肯尼亚道路和交通部部长戴维斯·奇尔共同签署《中华人民共和国国家铁路局与肯尼亚共和国道路和交通部关于铁路领域合作的谅解备忘录》。此外，中国方面还称将鼓励中国企业赴肯尼亚投资，并允许肯尼亚发行基于人民币而计价的“熊猫债券”。
鲁托此次访华之后，中肯宣布建立“中肯命运共同体”，将双边关系推向了新的高度；双方签署20份合作文件，涵盖多领域，包括推进标轨铁路延伸等基建项目，并深化经济合作、扩大肯尼亚产品出口，达成约1370亿肯尼亚先令投资协议助力就业；肯尼亚希望借鉴中国农业、扶贫经验，加强多领域合作；两国在国际事务中协作加强，共同维护联合国为核心的国际体系；同时推动教育、文化交流，计划举办文化旅游季等活动，促进民间互动，深化中肯两国之间的合作。